# Vendiska korståget
Det Vendiska korståget, som ägde rum år 1146, var en av de nordiska korstågen och räknas som en del av det andra korståget. Det företogs med påvens tillstånd av deltagare från Danmark, Polen och det Tysk-romerska riket mot de hedniska venderna i Pommern för att erövra deras land och kristna eller döda dem. Korsriddarna uppnådde nominell framgång då de besegrade den inhemske härskaren Niklot, som underkastade sig och gick med på att döpa sig och sitt folk under hot om vapenmakt, men venderna återgick till både sin egen religion och sin politiska självständighet så snart korsriddarna hade gett sig av igen. Det var inte förrän år 1168, sedan danskarna intagit Jaromarsburg vid Arkona och förstört Svantevits helgedom där som venderna kristnades. 